# Northern (Ghana)
9°30′N 1°0′V / 9.500°N 1.000°V
Northern Region er en af Ghanas ti administrative regioner, med administrativ hovedstaf i byen Tamale.
Regionen  ligger i den nordlige del af landet og grænser mod nordvest til regionen Upper West, Ghana, mod nordøst til  Upper East, mod sydvest til Brong-Ahafo, mod sydøst til  Volta, mod vest til Elfenbenskysten og mod øst til Togo. Regionen gennemløbes af floderne  Sorte- og Hvide-Volta og deres bifloder Nasia og Daka.

## Distrikter
Northern Region inddeles  i følgende 13 distrikter:
- Bole District
- Bunkpurugu-Yunyoo District
- Central Gonja District
- East Gonja District
- East Mamprusi District
- Gushiegu District
- Karaga District
- Nanumba North District
- Nanumba South District
- Saboba/Chereponi District
- Savelugu/Nanton District
- Sawla-Tuna-Kalba District
- Tamale Municipal District
- Tolon/Kumbungu District
- West Gonja District
- West Mamprusi District
- Yendi District
- Zabzugu/Tatale District